# Горцаранаїн (станція метро)
Горцаранаї́н (вірм. Գործարանային) — станція метро «Горцаранаїн» («Заводська») — станція Єреванського метрополітену, відкрита 11 липня 1983 р. Станція розташована між станцією «Сасунци Давід» та станцією «Шенгавіт». Станція розташована на півдні Єревана, в районі Шенгавіт.
Вестибюль — виходи до вулиць Ширак і Араратян та південної промзони. Вихід через тристрічковий ескалаторний нахил вниз, прямуючий в просторий підземний касовий зал у формі ротонди і потім в наземний вестибюль-восьмигранник на вулиці Таманцінері.
Конструкція станції — наземна крита.

## Оздоблення
Колійні стіни станції оздоблені сірим мармуром «газган», у верхній частині колійних стін залишений отвір для сонячного світла. Також, на колійних стінах розташовані декоративні пілястри, — вертикальні виступаючі смуги, прикрашені складним, жодного разу не повторюваним, орнаментом (всього, різних візерунків близько 20).
Протилежний виходу торець перонного залу станції прикрашено барельєфом «Ода праці» скульптора Л. Вартаняна.